# Лаофонта
Лаофонта је личност из грчке митологије.

## Митологија
Према Аполодору, била је кћерка Плеурона и Ксантипе. Са Тестијем је имала кћерке Алтеју и Леду, о чему су писали Ферекид и према схоластима, Аполоније са Рода.

## Биологија
Латинско име ове личности (Laophonte) је назив за род ракова.